# San Bartolomé de Pinares
San Bartolomé de Pinares – miejscowość w Hiszpanii, we wspólnocie autonomicznej Kastylia i León, w prowincji Ávila.
Co roku w tej miejscowości organizowane są pokazy galopu przez ogień na cześć św. Antoniego.